# Oxylapia polli
Oxylapia polli és una espècie de peix de la família dels cíclids i de l'ordre dels perciformes.

## Morfologia
- Els mascles poden assolir 12,8 cm de longitud total.[2][3]

## Hàbitat
Viu en zones de clima tropical (19°S-21°S).

## Distribució geogràfica
Es troba a Àfrica: riu Nosivolo (Madagascar).